# Henry Worsley (2e baronnet)
Pour l’article homonyme, voir Henry Worsley.
Henry Worsley, 2e baronnet (1613 - 11 septembre 1666) est un homme politique anglais qui siège à la Chambre des communes d'Angleterre en 1640 et de 1660 à 1666. Il soutient le côté parlementaire dans la guerre civile anglaise.

## Biographie
Worsley est le fils de Richard Worsley, 1er baronnet, et de sa femme Frances Neville, fille d'Henry Neville de Billingbere, Berkshire. Il hérite de la baronnie à la mort de son père en 1621.
En avril 1640, Worsley est élu député de Newport (île de Wight) pour le Court Parlement. Il est réélu pour Newport en novembre 1640 pour le Long Parlement et occupe le siège jusqu'à ce qu'il soit exclu lors de la Purge de Pride en 1648. Il est haut shérif du Hampshire en 1658 .
Après la restauration en 1660, Worsley est élu député de Newtown et occupe le siège jusqu'à sa mort en 1666.
Il épouse Bridget Wallop, fille d'Henry Wallop, en 1634. Son fils Robert lui succède comme baronnet.
Worsley meurt à Compton Hampshire à l'âge de 53 ans.